# گورنی تسیبار
گورنی تسیبار (به بلغاری: Gorni Tsibar) یک منطقهٔ مسکونی در بلغارستان است که در شهرستان والچدرام واقع شده‌است.